# Carlos Gouvêa Coelho
Carlos Gouvêa Coelho (* 28. Dezember 1907 in Paraíba, Brasilien; † 7. März 1964) war ein brasilianischer Geistlicher und römisch-katholischer Erzbischof von Olinda e Recife.

## Leben
Carlos Gouvêa Coelho empfing am 9. Februar 1930 die Priesterweihe.
Papst Pius XII. ernannte ihn am 10. Januar 1948 zum Bischof von Nazaré. Der Erzbischof von Paraíba, Moisés Ferreira Coelho, spendete ihm am 2. Mai desselben Jahres die Bischofsweihe; Mitkonsekratoren waren der Bischof von Niterói, João da Matha de Andrade e Amaral, und der Bischof von Caicó, José de Medeiros Delgado.
Am 14. Dezember 1954 wurde er zum Bischof von Niterói ernannt. Papst Johannes XXIII. ernannte ihn am 23. April 1960 zum Erzbischof von Olinda e Recife. Er nahm an den ersten beiden Sitzungsperioden des Zweiten Vatikanischen Konzils als Konzilsvater teil.